# Sebastian Szymański (piłkarz)
Sebastian Szymański (ur. 10 maja 1999 w Białej Podlaskiej) – polski piłkarz, występujący na pozycji pomocnika w tureckim klubie Fenerbahçe SK oraz w reprezentacji Polski. Uczestnik Mistrzostw Świata 2022 oraz Mistrzostw Europy 2024.

## Kariera piłkarska

### Kariera juniorska
Jest wychowankiem TOP 54 Biała Podlaska, gdzie rozpoczął treningi w wieku 6 lat. W marcu 2013 został zawodnikiem Legii Warszawa. W sezonie 2015/2016 wystąpił w 12 meczach drużyny rezerw tego klubu, w których strzelił 1 gola. Zagrał także w jednym meczu Ligi Młodzieżowej i 3 spotkaniach Centralnej Ligi Juniorów, którą Legia wygrała po pokonaniu w finale Pogoni Szczecin 5:4 w dwumeczu (0:2 i 5:2; w drugim starciu Szymański strzelił 2 gole).

### Kariera klubowa
W lipcu 2016 został włączony do pierwszej drużyny, w której zadebiutował 7 lipca 2016 w przegranym 1:4 meczu o Superpuchar Polski z Lechem Poznań. W Ekstraklasie zadebiutował 20 sierpnia 2016 w przegranym 1:3 spotkaniu z Arką Gdynia. W listopadzie 2016 przedłużył kontrakt z Legią do końca czerwca 2019. 3 marca 2017 w wygranym 3:1 meczu z Zagłębiem Lubin strzelił swojego pierwszego gola w pierwszym zespole Legii. W sezonie 2016/2017 zdobył z klubem mistrzostwo Polski, a także był najmłodszym zawodnikiem, który strzelił gola w Ekstraklasie w tym sezonie. Wystąpił również w 9 meczach trzecioligowych rezerw, strzelając 2 gole i 5 meczach Ligi Młodzieżowej, w których zdobył 2 bramki. W październiku 2017 przedłużył kontrakt z klubem do 2022 roku. W sezonie 2017/2018 wygrał z Legią Puchar Polski.
31 maja 2019 podpisał pięcioletni kontrakt z Dinamem Moskwa. W rosyjskim klubie zadebiutował 12 lipca 2019 w zremisowanym 1:1 meczu pierwszej kolejki Priemjer-Ligi z Arsienałem Tuła. 9 listopada 2019 zdobył pierwszą bramkę dla rosyjskiego zespołu w wygranym 1:0 meczu z Rubinem Kazań. 22 lipca 2022 roku został wypożyczony z Dinama do holenderskiego klubu Feyenoord na rok, z klauzulą wykupienia piłkarza.
12 lipca 2023 przeszedł do Fenerbahçe, z którym związał się czteroletnią umową. W barwach Fenerbahçe zadebiutował 26 lipca w wygranym 5:0 meczu eliminacji do Ligi Konferencji Europy z Zimbru Kiszyniów, w którym strzelił swoją pierwszą bramkę dla tureckiego klubu.

### Kariera reprezentacyjna
Reprezentował Polskę w klasach wiekowych U-16, U-17, U-18, U-19 i U-21. Na Mistrzostwach Europy U-21 w Piłce Nożnej w 2019 roku zagrał w trzech meczach i strzelił jednego gola. Łącznie w reprezentacjach młodzieżowych rozegrał 45 meczów, w których strzelił 7 goli.
26 sierpnia 2019 został powołany do „seniorskiej” reprezentacji Polski przez ówczesnego selekcjonera Jerzego Brzęczka. Zadebiutował w reprezentacji 9 września 2019 w zremisowanym 0:0 meczu z reprezentacją Austrii. Pierwszą bramkę w reprezentacji zdobył 19 listopada 2019 w wygranym 3:2 meczu ze Słowenią.

## Statystyki

### Klubowe
(aktualne na 3 września 2023)
| Klub               | Sezon              | Liga               | Liga  | Liga   | Puchar kraju | Puchar kraju | Europa | Europa | Inne  | Inne   | Suma  | Suma   |
| Klub               | Sezon              | Liga               | Mecze | Bramki | Mecze        | Bramki       | Mecze  | Bramki | Mecze | Bramki | Mecze | Bramki |
| ------------------ | ------------------ | ------------------ | ----- | ------ | ------------ | ------------ | ------ | ------ | ----- | ------ | ----- | ------ |
| Legia II Warszawa  | 2015/2016          | III liga           | 12    | 1      | —            | —            | —      | —      | —     | —      | 12    | 1      |
| Legia II Warszawa  | 2016/2017          | III liga           | 9     | 2      | —            | —            | —      | —      | —     | —      | 9     | 2      |
| Legia II Warszawa  | 2017/2018          | III liga           | 2     | 2      | —            | —            | —      | —      | —     | —      | 2     | 2      |
| Legia II Warszawa  | Ogólnie            | Ogólnie            | 23    | 5      | —            | —            | —      | —      | —     | —      | 23    | 5      |
| Legia Warszawa     | 2016/2017          | Ekstraklasa        | 10    | 1      | —            | —            | —      | —      | 1     | 0      | 11    | 1      |
| Legia Warszawa     | 2017/2018          | Ekstraklasa        | 21    | 4      | 6            | 3            | 5      | 1      | 1     | 0      | 33    | 8      |
| Legia Warszawa     | 2018/2019          | Ekstraklasa        | 34    | 2      | 3            | 0            | 4      | 0      | 1     | 0      | 42    | 2      |
| Legia Warszawa     | Ogólnie            | Ogólnie            | 65    | 7      | 9            | 3            | 9      | 1      | 3     | 0      | 86    | 11     |
| Dinamo Moskwa      | 2019/2020          | Priemjer-Liga      | 22    | 1      | 1            | 0            | —      | —      | —     | —      | 23    | 1      |
| Dinamo Moskwa      | 2020/2021          | Priemjer-Liga      | 28    | 1      | 2            | 0            | 1      | 0      | —     | —      | 31    | 1      |
| Dinamo Moskwa      | 2021/2022          | Priemjer-Liga      | 27    | 6      | 5            | 0            | —      | —      | —     | —      | 32    | 6      |
| Dinamo Moskwa      | Ogólnie            | Ogólnie            | 77    | 8      | 8            | 0            | 1      | 0      | —     | —      | 86    | 8      |
| Feyenoord (wyp.)   | 2022/2023          | Eredivisie         | 29    | 9      | 2            | 0            | 9      | 1      | —     | —      | 40    | 10     |
| Fenerbahçe         | 2023/2024          | Süper Lig          | 4     | 2      | 0            | 0            | 6      | 3      | —     | —      | 10    | 5      |
| Ogólnie w karierze | Ogólnie w karierze | Ogólnie w karierze | 198   | 31     | 19           | 3            | 25     | 5      | 3     | 0      | 245   | 39     |

### Reprezentacyjne
(aktualne na 10 czerwca 2025)
| Reprezentacja | Rok     | Mecze | Bramki |
| ------------- | ------- | ----- | ------ |
| Polska        | 2019    | 5     | 1      |
| Polska        | 2020    | 5     | 0      |
| Polska        | 2021    | 1     | 0      |
| Polska        | 2022    | 9     | 0      |
| Polska        | 2023    | 10    | 1      |
| Polska        | 2024    | 11    | 3      |
| Polska        | 2025    | 4     | 0      |
| Ogólnie       | Ogólnie | 45    | 5      |

| Mecze i gole w reprezentacji | Mecze i gole w reprezentacji | Mecze i gole w reprezentacji | Mecze i gole w reprezentacji | Mecze i gole w reprezentacji | Mecze i gole w reprezentacji | Mecze i gole w reprezentacji |
| Lp.                          | Data                         | Miasto                       | Przeciwnik                   | Gol                          | Wynik                        | Rozgrywki                    |
| ---------------------------- | ---------------------------- | ---------------------------- | ---------------------------- | ---------------------------- | ---------------------------- | ---------------------------- |
| 1.                           | 09.09.2019                   | Warszawa                     | Austria                      |                              | 0:0                          | el. ME 2020                  |
| 2.                           | 10.10.2019                   | Ryga                         | Łotwa                        |                              | 3:0                          | el. ME 2020                  |
| 3.                           | 13.10.2019                   | Warszawa                     | Macedonia Północna           |                              | 2:0                          | el. ME 2020                  |
| 4.                           | 16.11.2019                   | Jerozolima                   | Izrael                       |                              | 2:1                          | el. ME 2020                  |
| 5.                           | 19.11.2019                   | Warszawa                     | Słowenia                     | Gol                          | 3:2                          | el. ME 2020                  |
| 6.                           | 04.09.2020                   | Amsterdam                    | Holandia                     |                              | 0:1                          | LN 2020/2021                 |
| 7.                           | 07.09.2020                   | Zenica                       | Bośnia i Hercegowina         |                              | 2:1                          | LN 2020/2021                 |
| 8.                           | 10.10.2020                   | Gdańsk                       | Włochy                       |                              | 0:0                          | LN 2020/2021                 |
| 9.                           | 11.11.2020                   | Chorzów                      | Ukraina                      |                              | 2:0                          | towarzyski                   |
| 10.                          | 15.11.2020                   | Reggio nell’Emilia           | Włochy                       |                              | 0:2                          | LN 2020/2021                 |
| 11.                          | 25.03.2021                   | Budapeszt                    | Węgry                        |                              | 3:3                          | el. MŚ 2022                  |
| 12.                          | 24.03.2022                   | Glasgow                      | Szkocja                      |                              | 1:1                          | towarzyski                   |
| 13.                          | 29.03.2022                   | Chorzów                      | Szwecja                      |                              | 2:0                          | el. MŚ 2022 Baraże           |
| 14.                          | 08.06.2022                   | Bruksela                     | Belgia                       |                              | 1:6                          | LN 2022/2023                 |
| 15.                          | 14.06.2022                   | Warszawa                     | Belgia                       |                              | 0:1                          | LN 2022/2023                 |
| 16.                          | 22.09.2022                   | Warszawa                     | Holandia                     |                              | 0:2                          | LN 2022/2023                 |
| 17.                          | 25.09.2022                   | Cardiff                      | Walia                        |                              | 1:0                          | LN 2022/2023                 |
| 18.                          | 16.11.2022                   | Warszawa                     | Chile                        |                              | 1:0                          | towarzyski                   |
| 19.                          | 22.11.2022                   | Doha                         | Meksyk                       |                              | 0:0                          | MŚ 2022                      |
| 20.                          | 04.12.2022                   | Doha                         | Francja                      |                              | 1:3                          | MŚ 2022                      |
| 21.                          | 24.03.2023                   | Praga                        | Czechy                       |                              | 1:3                          | el. ME 2024                  |
| 22.                          | 27.03.2023                   | Warszawa                     | Albania                      |                              | 1:0                          | el. ME 2024                  |
| 23.                          | 16.06.2023                   | Warszawa                     | Niemcy                       |                              | 1:0                          | towarzyski                   |
| 24.                          | 20.06.2023                   | Kiszyniów                    | Mołdawia                     |                              | 2:3                          | el. ME 2024                  |
| 25.                          | 07.09.2023                   | Warszawa                     | Wyspy Owcze                  |                              | 2:0                          | el. ME 2024                  |
| 26.                          | 10.09.2023                   | Tirana                       | Albania                      |                              | 0:2                          | el. ME 2024                  |
| 27.                          | 12.10.2023                   | Thorshavn                    | Wyspy Owcze                  | Gol                          | 2:0                          | el. ME 2024                  |
| 28.                          | 15.10.2023                   | Warszawa                     | Mołdawia                     |                              | 1:1                          | el. ME 2024                  |
| 29.                          | 17.11.2023                   | Warszawa                     | Czechy                       |                              | 1:1                          | el. ME 2024                  |
| 30.                          | 21.11.2023                   | Warszawa                     | Łotwa                        |                              | 2:0                          | towarzyski                   |
| 31                           | 21.03.2024                   | Warszawa                     | Estonia                      | Gol                          | 5:1                          | el. ME 2024 Baraże półfinał  |
| 32.                          | 26.03.2024                   | Cardiff                      | Walia                        |                              | 0:0(k. 5:4)                  | el. ME 2024 Baraże finał     |
| 33.                          | 07.06.2024                   | Warszawa                     | Ukraina                      |                              | 3:1                          | towarzyski                   |
| 34.                          | 10.06.2024                   | Warszawa                     | Turcja                       |                              | 2:1                          | towarzyski                   |
| 35.                          | 16.06.2024                   | Hamburg                      | Holandia                     |                              | 1:2                          | ME 2024                      |
| 36.                          | 25.06.2024                   | Dortmund                     | Francja                      |                              | 1:1                          | ME 2024                      |
| 37.                          | 05.09.2024                   | Glasgow                      | Szkocja                      | Gol                          | 3:2                          | LN 2024/2025                 |
| 38.                          | 08.09.2024                   | Osijek                       | Chorwacja                    |                              | 0:1                          | LN 2024/2025                 |
| 39.                          | 12.10.2024                   | Warszawa                     | Portugalia                   |                              | 1:3                          | LN 2024/2025                 |
| 40.                          | 15.10.2024                   | Warszawa                     | Chorwacja                    | Gol                          | 3:3                          | LN 2024/2025                 |
| 41.                          | 18.11.2024                   | Warszawa                     | Szkocja                      |                              | 1:2                          | LN 2024/2025                 |
| 42                           | 21.03.2025                   | Warszawa                     | Litwa                        |                              | 1:0                          | el. MŚ 2026                  |
| 43                           | 24.03.2025                   | Warszawa                     | Malta                        |                              | 2:0                          | el. MŚ 2026                  |
| 44.                          | 06.06.2025                   | Chorzów                      | Mołdawia                     |                              | 2:0                          | towarzyski                   |
| 45                           | 10.06.2025                   | Helsinki                     | Finlandia                    |                              | 1:2                          | el. MŚ 2026                  |

## Sukcesy

### Legia Warszawa
- Mistrzostwo Polski: 2016/2017, 2017/2018
- Puchar Polski: 2017/2018
- Mistrzostwo Polski juniorów: 2015/2016

### Feyenoord Rotterdam
- Mistrzostwo Holandii: 2022/2023

## Styl gry
Jest piłkarzem lewonożnym, ma dobry przegląd pola, jest skuteczny w odbiorze i grze jeden na jednego.

## Życie prywatne
Ma czworo rodzeństwa (w tym braci Pawła i Artura), jest najmłodszy. Jego idolem jest İlkay Gündoğan, a ulubionym klubem – FC Barcelona.